# L'agente segreto (Conrad)
L'agente segreto è un romanzo dello scrittore Joseph Conrad pubblicato nel 1907. La trama trae spunto da un fatto realmente accaduto nel 1894: un'esplosione in Greenwich Park, probabilmente dovuta ad un fallito attentato anarchico. Benché possa essere classificato come un romanzo giallo, l'opera si trasforma in più punti in un racconto sulla psiche umana.

## Trama
Il signor Verloc conduce da vari anni una doppia vita a Londra. Apparentemente è un marito e gestore di un negozio come tanti altri, in realtà è un agente segreto incaricato di sorvegliare gli anarchici locali, che usano proprio il suo negozio per incontrarsi. Improvvisamente però il nuovo ambasciatore del Paese per il quale lavora (una non meglio precisata potenza dell'Est) richiede al signor Verloc di organizzare un'azione violenta in modo da alimentare nell'opinione pubblica sentimenti di ostilità nei confronti degli anarchici. In quegli anni infatti (siamo all'inizio del '900) l'Inghilterra dava asilo a tutti gli appartenenti ai movimenti estremisti, al contrario degli altri Stati europei, dove questi erano considerati criminali.
Verloc, sconcertato ed allarmato, temendo di perdere il suo ruolo di agente, si ritrova costretto ad eseguire gli ordini, malgrado all'interno del suo circolo si sia costruito la reputazione di una persona pacifica, più incline alle parole che ai fatti.
Costretto ad agire nel silenzio per non insospettire i propri compagni, l'agente segreto convince il cognato Stevie, un ritardato mentale, a portare una bomba artigianale nei pressi dell'Osservatorio di Greenwich. Quello che doveva essere un semplice corriere si ritrova ad essere l'unica vittima dell'attentato: Stevie infatti inciampa nel parco dell'Osservatorio e salta in aria per via del suo pericoloso carico.
Verloc, mangiato dal rimorso, confessa tutto alla moglie Winnie, che in un eccesso di rabbia l'uccide. Winnie infatti era molto più legata al fratello, al quale ha dedicato gran parte della sua vita, che al marito, sposato più che altro dopo un'infanzia di ristrettezze e miseria e dopo un amore non corrisposto con un giovane.
La donna, subito dopo l'omicidio, fugge e si imbatte nel Compagno Ossipon, da lei segretamente amato, in parte ricambiata, da tempo. Questo in un primo tempo si impegna a scappare insieme a lei dall'Inghilterra, ma poi, compresi tutti i fatti, l'abbandona, temendo che possa commettere altri omicidi. Vedendosi infine abbandonata da tutti e senza più nessuno al mondo, Winnie si suicida gettandosi nelle acque della Manica dalla nave che la stava portando via dell'isola.

## Adattamenti
Lo stesso Conrad adattò il romanzo per il teatro nel 1923, ottenendone un'opera in tre atti con lo stesso titolo.
L'agente segreto è inoltre alla base del film di Alfred Hitchcock Sabotaggio del 1936, (un altro film di Hitchcock del 1936, Amore e mistero, noto anche come L'agente segreto, è basato su un romanzo di W. Somerset Maugham).
Sessant'anni dopo, nel 1996, dal romanzo di Conrad è stato nuovamente tratto un film interpretato da Bob Hoskins, Patricia Arquette e Gérard Depardieu, sempre dal titolo L'agente segreto.

## Edizioni
- (EN) Joseph Conrad, Secret agent, Leipzig, Bernard Tauchnitz, 1907. URL consultato il 12 aprile 2015.
- trad. di Lela Jahn, Milano: Alpes, 1928; Firenze: Sansoni, 1965
- trad. di Gastone Rossi, Milano: Sonzogno, 1928
- trad. di Mario Benzi, Milano: Barion, 1930
- trad. di Carlo Emilio Gadda, Milano: Bompiani, 1953, con prefazione di Thomas Mann
- trad. di Bruno Maffi, Milano: Rizzoli, 1953; dal 1978 con introduzione di Pietro Citati, BUR
- trad. di Ugo Mursia, in Romanzi occidentali, Milano: Mursia, 1974, con introduzione di Franco Marenco
- trad. di Adriana Crespi, Sesto San Giovanni: Aldo Peruzzo Editore, 1987
- trad. di Annagrazia Bassi, Roma: Newton Compton, 1993, introduzione di Walter Mauro
- trad. di Luisa Saraval, Firenze: Giunti, 1994
- trad. e Introduzione di Richard Ambrosini, Milano: Frassinelli, 1996; Milano: Mondadori, 2010-2022, con un saggio di Virginia Woolf
- trad. di Tiziana Lo Porto, allegata all'Unità, 2002
- trad. di Giuliana Manganelli, Genova: Il melangolo, 2008 (versione teatrale dello Stabile di Genova, per la regia di Marco Sciaccaluga)
- trad. di Alessandro Ceni, Collana UEF. I Classici, Milano, Feltrinelli, 2023, ISBN 978-88-079-0453-0.